# Antonio Esplugas
Antonio Esplugas y Puig (Barcelona, 26 de abril de 1852-25 de marzo de 1929) fue uno de los primeros fotógrafos catalanes.

## Biografía
Hijo del pintor y profesor de dibujo Antonio Esplugas y Gual y de su esposa Mariana Puig y Batlle, de Vilanova. En su infancia se inició en el mundo de la pintura, oficio que abandonó después de su matrimonio con Rosa Generes. En 1876 abrió en Barcelona un estudio fotográfico en la plaza del Teatro.  En 1881 le concedieron la cruz de la Orden de Isabel la Católica por haber sido capaz de obtener una instantánea en un cuarto de segundo. 
En la Exposición Universal de 1888 consigue la exclusiva para fotografiar a las personas que subían al globo fijo que existía, como consecuencia de esta actividad obtuvo fotografías aéreas de Barcelona por lo que recibió la medalla de plata de la Exposición; estas fotografías se consideraron por algún tiempo las primeras fotos aéreas realizadas en España, precursoras de las tomadas desde aviones en 1920. Aunque en realidad Charles Clifford ya había realizado una vista aérea de Sevilla desde un globo aerostático en 1855.

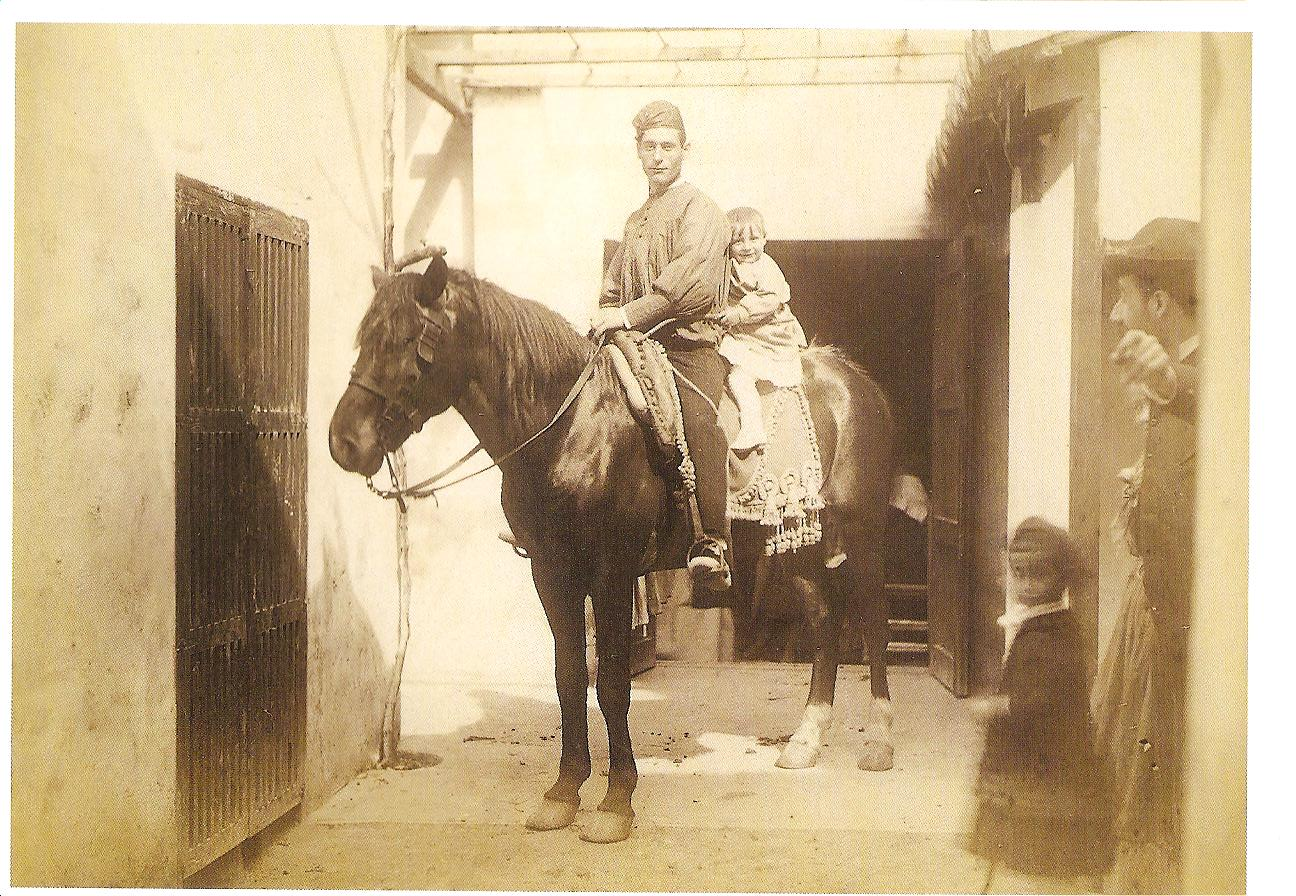
Escena costumbrista, fotografía realizada en albúmina sobre papel, 1890.

Su trabajo gozó de gran reconocimiento a través de diferentes premios y condecoraciones como un diploma de honor a la exposición de Londres  de 1887, medallas de plata en las exposiciones de Barcelona en 1888 y de París en 1899. Además gozó de prestigio al ser fotógrafo de la casa real y caballero de la Orden de Isabel la Católica. En consecuencia pudo ampliar y aumentar su estudio fotográfico y trasladarse al Paseo de Gracia, que era en aquel momento el centro de las empresas fotográficas, la suya fue de las más importantes de Cataluña, junto a la empresa de Pablo Audouard y la Compañía fotográfica Napoleón y llegó a contar con trece empleados.
En paralelo a este trabajo habitual viajó por España realizando una gran colección de retratos de artistas de la época: cantantes, bailarinas, toreros, pelotaris, etc, que después comercializaba en formato de tarjetas y postales. Además practicó un tipo de fotografía más personal en dos facetas que lo distinguen de la mayoría de fotógrafos de su época: el desnudo y la fotografía de tipo informativo próxima al fotoperiodismo.
Entre otros proyectos impulsó la creación de museo fotográfico de la publicación de una Galería de catalanes ilustres, una Guía cicerone del viajero o bañista y otras. Su colección hoy preservada en el Archivo Nacional de Cataluña consta de unas 30.000 fotografías, siendo retratos la mayoría de ellas.